# Dynamika (fizyka)
Dynamika (z gr. δύναμις, dýnamis 'siła; władza') – dział mechaniki zajmujący się ruchem ciał materialnych pod działaniem sił. Głównym zadaniem dynamiki jest opis tego ruchu. Do tego służą trzy rodzaje dynamicznych równań ruchu. W zależności od tego, jakim modelem mechanicznym dynamika się zajmuje, wyróżniamy dynamikę punktu materialnego, bryły sztywnej, dynamikę płynów itp.
Ogólne zasady dynamiki sformułował Newton, w swoim dziele "Principia" – były to trzy zasady dynamiki rządzące ruchem ciał (punktów materialnych).